# Bevera (Ventimiglia)
Bèvera (Beura in ligure) è una frazione di 169 abitanti del comune di Ventimiglia, in provincia di Imperia.

## Geografia fisica
Il paese è situato alle pendici sud-est del monte Pozzo, verso la confluenza dell'omonimo torrente con le acque del fiume Roia, a quattro chilometri dal capoluogo.

## Storia

Il cantone di Bevera nel dipartimento delle Alpi Marittime (1805).

Villaggio assai antico, la prima citazione scritta è del 1096 (ma probabilmente da correggere in 1090): in valle Bevera et in loco ubi dicitur Bevera (CAIS, Cont. Vent., 115). Nel Medioevo i suoi abitanti erano frequentemente colpiti da febbri intermittenti, a causa della impropria gestione delle acque. Molto probabilmente, il toponimo Bèvera aveva in origine il significato di "corso d'acqua dove si abbeverano le greggi".
La notte del 25 agosto 1563 le navi del corsaro Ulug-Alì si ancorarono nella baia di Latte; i pirati salirono a Sant'Antonio e, scesi a Bevera, razziarono cose e persone, tra le quali Benedetto Martino che venne condotto schiavo in Algeri. Il 1º marzo 1571, presso l'isola greca di Corfù, Benedetto fuggì verso un presidio cristiano, dove venne catturato e venduto alla Galea Capitana genovese di Nicolò Doria. Da quella nave Benedetto assistette dal largo alla battaglia di Lepanto, del 7 ottobre 1571. Tornato a Genova, Benedetto riuscì a riscattarsi e tornare a Bevera. 
La chiesa di San Giovanni Battista in Bevera fu eretta in parrocchia indipendente il 13 dicembre del 1619 dal vescovo di Ventimiglia Nicolò Spinola. 

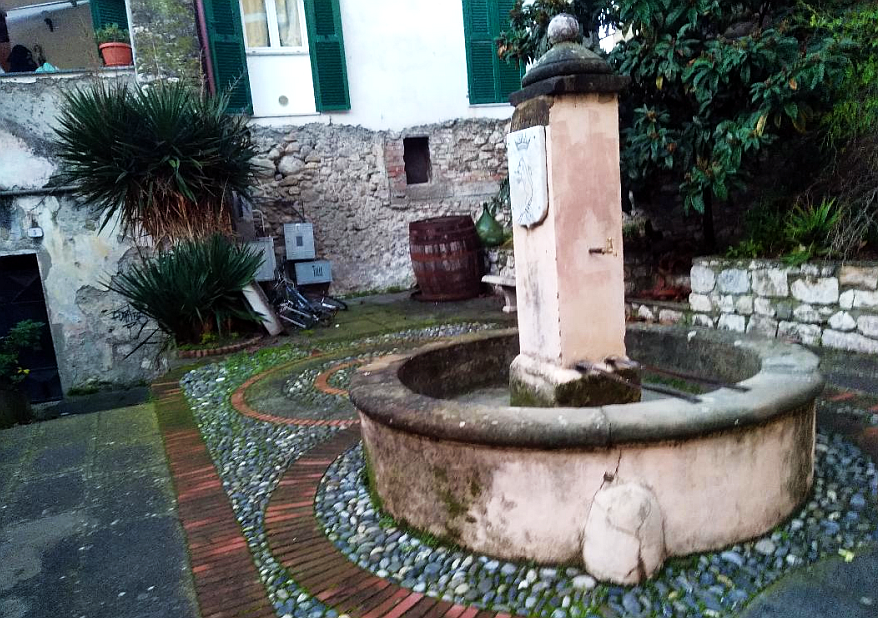
Fontana nel centro storico

Nel 1797, a seguito della dominazione francese di Napoleone Bonaparte, che causò la caduta della Repubblica di Genova, il borgo fu annesso alla Repubblica Ligure, e nel 1805 al Primo Impero francese. Durante il breve periodo della repubblica ligure, erede della Rivoluzione francese, Bevera fu una municipalità autonoma. 
Nel 1815, nuovamente frazione di Ventimiglia, fu inglobato nel Regno di Sardegna, così come stabilì il congresso di Vienna del 1814, e successivamente nel Regno d'Italia dal 1861.
Nei dintorni, sulla sommità di monte Pozzo, raggiungibile da una carrozzabile di 5 km che si stacca dal centro abitato nei pressi della locale stazione ferroviaria, si trovano numerose fortificazioni risalenti alla seconda guerra mondiale. Nei primi anni del Novecento contava 245 abitanti; da allora possiede un cimitero proprio, un oratorio, una pubblica fontana e un orologio.

## Monumenti e luoghi d'interesse

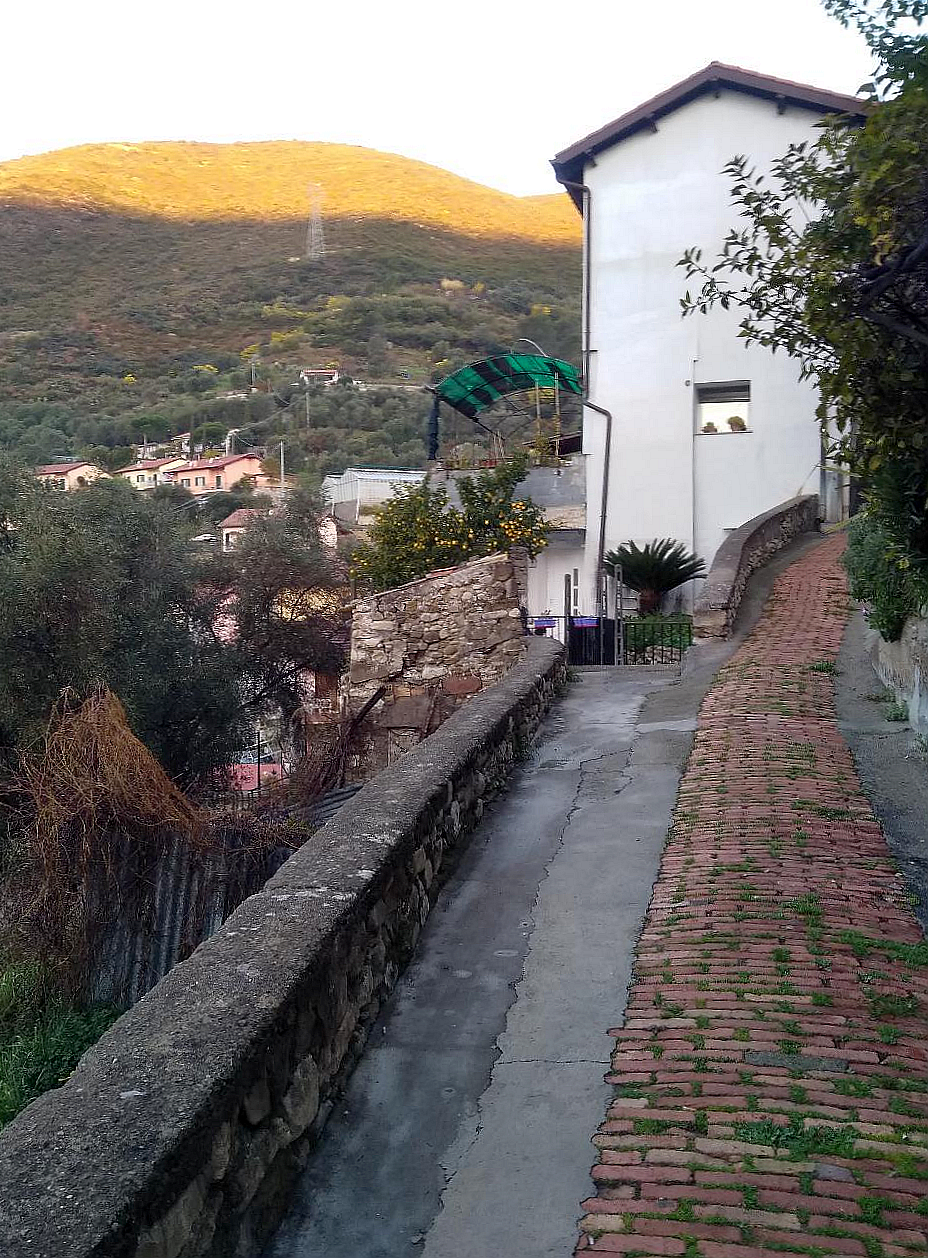
La salita del Fico e il monte Pozzo

### Architetture religiose
- Chiesa parrocchiale di San Giovanni Battista. Situata ai margini dell'abitato frazionario, la parrocchia venne istituita nel 1619 mentre la struttura risalirebbe al 1749 (forse un rifacimento). Al suo interno si conserva un polittico del 1584 del pittore monegasco Michele Manchello.
- Oratorio di San Giovanni Decollato.
- Cappella di San Rocco.
- Ex convento dei frati Maristi.

## Economia
Bevera, essendo situata nell'unica zona pianeggiante di una certa ampiezza dl comune di Ventimiglia, ospita numerose industrie ed attività, tra le quali si può citare la Cava Bergamasca, che si occupa dell'estrazione di materiali da costruzione, una cava di sabbia nel letto del fiume Roia, un'industria farmaceutica,un centro edile e diverse serre per la floricoltura.

## Infrastrutture e trasporti

### Ferrovie
Lungo la linea ferroviaria Cuneo-Limone-Ventimiglia è presente la stazione di Bevera, in funzione dal 1914.